# 1947
1947 (MCMXLVII) je bilo navadno leto, ki se je po gregorijanskem koledarju začelo na sredo.

## Dogodki
- 10. januar - Trst preide pod nadzor OZN.
- 17. februar - oddajati začne radio Voice of America.
- 23. februar - ustanovljena je Mednarodna organizacija za standardizacijo (ISO).
- 25. februar - Prusija uradno preneha obstajati kot samostojna država.
- 12. marec - ameriški predsednik Harry S. Truman pred kongresom razglasi Trumanovo doktrino, s katero naj bi ustavili širjenje komunizma.
- 16. april - ladja s tovorom amonijevega nitrata eksplodira v pristanišču mesta Texas City (Teksas). V eksploziji umre 552 ljudi, 3000 je ranjenih in uničenih je 20 mestnih ulic.
- 5. junij - ameriški državni sekretar George Catlett Marshall predstavi Marshallov načrt za obnovo Evrope.
- 10. junij - SAAB proizvede prvi avtomobil.
- 7. julij - v bližini kraja Roswell, Nova Mehika naj bi našli domnevni ponesrečeni neznani leteči predmet.
- 26. julij - z odlokom ameriškega predsednika Trumana so ustanovljeni Centralna obveščevalna agencija, Oddelek za obrambo, Združeni štab oboroženih sil in Nacionalni varnostni svet ZDA.
- 7. avgust - splav iz balze Kon-Tiki Thora Heyerdahla prispe do otočja Tuamotu, s čimer dokaže, da bi lahko prazgodovinski ljudje poselili tihooceanska otočja iz Južne Amerike.
- 14.–15. avgust - z razdelitvijo britanske kolonije na ozemlji s hindujsko in muslimansko večino nastaneta samostojni državi Indija in Pakistan.
- 14. oktober - preizkusni pilot Chuck Yeager z letalom Bell X-1 kot prvi človek preseže hitrost zvoka v nadzorovanem letu.
- 2. november - krstni polet letala Hughes H-4 Hercules »Spruce Goose«.
- 29. november - Generalna skupščina OZN izglasuje razdelitev Palestine na arabski in judovski del, s čimer nastane država Izrael.
- 22. december - Bardeen, Brattain in Shockley predstavijo prvi delujoč elektronski tranzistor.

## Rojstva
- 8. januar - David Bowie, angleški glasbenik
- 26. januar - Ángel Nieto, španski motociklistični dirkač († 2017)
- 3. februar - Maurizio Micheli, italijanski igralec, komik, režiser in kabaretist
- 9. februar - Carla Del Ponte, švicarska pravnica
- 27. februar - Alan Harvey Guth, ameriški fizik, kozmolog
- 2. marec - Jurij Vladimirovič Matijasevič, ruski matematik in računalnikar
- 27. maj - Branko Oblak, slovenski nogometaš
- 31. maj - Andy Arnol, slovenski saksofonist in jazzovski skladatelj
- 23. junij - Bryan Brown, avstralski igralec
- 19. julij: 
  - Saša Frelih ''Mišo'', slovenski organist († 2025)
  - Brian May, angleški glasbenik
- 30. julij - Arnold Schwarzenegger, avstrijsko-ameriški filmski igralec in politik
- 31. julij -  Richard Griffiths, britanski igralec († 2013)
- 1. avgust - Kareem Abdul-Jabbar, ameriški košarkar
- 24. avgust - Paulo Coelho, brazilski pisatelj
- 21. september - Stephen King, ameriški pisatelj
- 16. oktober - Fanika Požek, slovenska besedilopiska in pesnica († 2019)
- 29. oktober - Richard Dreyfuss, ameriški igralec
- 19. november - Ditka Haberl, slovenska pevka zabavne glasbe
- 17. december - Albin Gutman, slovenski general
- 21. december - Paco de Lucía, španski kitarist († 2014)
- 22. december - Blaženka Arnič - Lemež, slovenska skladateljica, glasbena pedagoginja in pianistka

## Smrti
- 9. januar - Karl Mannheim, madžarski sociolog (* 1893)
- 25. januar - Al Capone, ameriški gangster (* 1899)
- 26. januar - Princ Gustav Adolf, vojvoda Västerbottenski (* 1906)
- 12. februar - Kurt Lewin, nemški psiholog (* 1890)
- 6. marec - John Henry Russell mlajši, ameriški general, diplomat in novinar (* 1872)
- 6. april - Matija Jama, slovenski slikar (* 1872)
- 21. junij - Janoš Flisar, madžarsko-slovenski pisatelj, pesnik, prevajalec, novinar in učitelj (* 1856)
- 27. julij - Ivan Regen, slovenski biolog (* 1868)
- 9. julij - Lucjan Żeligowski, poljski general in politik (* 1865)
- 7. avgust - Anton Ivanovič Denikin, general ruske carske armade (* 1872)
- 4. oktober - Max Planck, nemški fizik (* 1858)
- 25. november - Léon-Paul Fargue, francoski pesnik, esejist (* 1876)
- 1. december - Godfrey Harold Hardy, angleški matematik (* 1877)
- 17. december - Johannes Nicolaus Brønsted, danski fizikalni kemik (* 1879)
- 30. december - Alfred North Whitehead, angleški matematik, logik, filozof in teolog (* 1861)

## Nobelove nagrade
- Fizika - Edward Victor Appleton
- Kemija - Sir Robert Robinson
- Fiziologija ali medicina - Carl Ferdinand Cori, Gerty Cori, Bernardo Houssay
- Književnost - André Gide
- Mir - Friends Service Council (Združeno kraljestvo) in American Friends Service Committee (ZDA)